# Raymond Hesse
Raymond Hesse (1884-1967) est un écrivain et bibliophile français, avocat de profession.

## Œuvre
- Jules, Totor et Gustave ou l'enfance coupable, illustrations par Francisque Poulbot, Grasset, 1914
- Il n'y a pas de sot métier, Ollendorff, 1914
- Les Responsabilités de l’Allemagne, Grasset, 1919
- Le Poilu pacifiste, Martin, 1920
- Riquet à la houppe et ses compagnons, Mornay, 1923
- Voyage de la rue des Rosiers à la rue des Écouffes, Éditions Blanchetière, 1923
- Vauriens, voleurs, assassins, 1925
- Leur manière, avec Lionel Nastorg, Grasset, 1925
- L'Âge d'or, Éditions de la Roserie, 1926
- Le Livre d'art du XIXe siècle à nos jours, Paris, La Renaissance du livre, 1927
- Aristide Briand, premier européen, Sorlot, 1939
- Fleurs de France, 1941, librairie Cazelles, Toulouse
Ouvrage sous-titré Fables et esquisses
- Fleurs de France, 1946, eaux-fortes originales de Joseph Hémard
- Sur les pas du Juif errant, Éditions Self, 1948

## Sources
- Vauriens, voleurs, assassins, rééd. collection « Utopies », Finitude, 2006  (ISBN 2-912667-35-6).